# Qifang (köpinghuvudort i Kina, Hainan Sheng, lat 19,30, long 109,24)
Qifang är en köpinghuvudort i Kina. Den ligger i provinsen Hainan, i den södra delen av landet, omkring 140 kilometer sydväst om provinshuvudstaden Haikou. Antalet invånare är 22 415. Befolkningen består av 10 396 kvinnor och 12 019 män. Barn under 15 år utgör 26,0 %, vuxna 15-64 år 68 %, och äldre över 65 år 5,0 %.
Runt Qifang är det ganska tätbefolkat, med 75 invånare per kvadratkilometer. Närmaste större samhälle är Yaxing, 16,7 km norr om Qifang. I omgivningarna runt Qifang växer huvudsakligen savannskog.
Genomsnittlig årsnederbörd är 2 369 millimeter. Den regnigaste månaden är juli, med i genomsnitt 411 mm nederbörd, och den torraste är januari, med 20 mm nederbörd.